# 22 Brygada Artylerii Przeciwpancernej
22 Brygada Artylerii Przeciwpancernej (22 BAPpanc) – związek taktyczny artylerii przeciwpancernej ludowego Wojska Polskiego.
W wyniku wprowadzenia planu przyśpieszonego rozwoju WP na lata 1951-1953, wiosną 1951 roku w Kwidzynie rozpoczęto formowanie 22 Brygady Artylerii Przeciwpancernej. Brygada rozformowana została do końca 1955 roku.

## Struktura organizacyjna brygady
- Dowództwo 22 Brygady Artylerii Przeciwpancernej w Kwidzynie
- 101 pułk artylerii przeciwpancernej w Kwidzynie
- 105 pułk artylerii przeciwpancernej w Kwidzynie
- 106 pułk artylerii przeciwpancernej w Prabutach

Etatowo brygada liczyła 1438 żołnierzy i 61 cywili.

Uzbrojenie stanowiło 76 dział, w tym 22  armaty 100 mm BS-3, 26 armat ppanc 76 mm ZIS-3 oraz 26 armat ppanc ZIS-2